# 李丹衷
李丹衷（1616年—1645年），號雪甲，浙江秀水縣籍，嘉興縣人。明末官員。

## 生平
崇禎十五年（1642年），李丹衷中式壬午科浙江鄉試第九十一名舉人，崇禎十六年（1643年）聯捷癸未科三甲進士。